# Dendropsophus melanargyreus
Dendropsophus melanargyreus är en groddjursart som först beskrevs av Cope 1887.  Dendropsophus melanargyreus ingår i släktet Dendropsophus och familjen lövgrodor. IUCN kategoriserar arten globalt som livskraftig. Inga underarter finns listade i Catalogue of Life.